# 잠바OJ
잠바OJ(Jamba OJ, 1975년 9월 18일 - )는 대한민국의 보컬리스트, 음악프로듀서이자 대학교수이다.
1998년 GM 기획과 계약을 하면서 본격적인 전문가수로서의 길에 들어섰다. 이후 2005년 재즈 클럽을 통해 재즈가수로 전환했고, 2009년 1집 "Story of J"를 발매했다.
2011년에 2집 ‘Competition'이 발매된 이후, 그는 프랑스로 건너가 함께 활동하던 기타리스트 Eric-Leboucher-Radigue와 함께 EP album "Le Duo"를 발매했다. 한국으로 돌아온 잠바OJ는 컨템퍼러리 재즈밴드 ‘치코쿠보’를 결성하고 미니앨범 'Chico Cubo.'를 발매했으며, 각종 페스티벌 공연과 방송, 프로듀싱을 통해 활동을 이어가고 있다.
또한 여주대학교 실용음악과 전임교수로 재직중이다.

## 발표 음반

### 정규 앨범
- Story of J (2009)[1]
- Competition (2011)[2]
- Shame on you (2019)[3]

### 옴니버스 앨범
- I Love Incheon / "Who Am I" (2010)[4]
- W-A=A(2021)

### 디지털 앨범
- EP - Le duo (2013)[5]
- Chico Cubo (2013)[6]

## 저서
- 그루브 보컬의 완성 (2016)[7]
- 지구대표 보컬에겐 'h'가 있다 (2021)

## 영화
- 엔트리(Entry)_(걸리버픽쳐스 2013)- 음악감독
- 메모리-조작살인_(걸리버픽쳐스 2021)- 음악감독